# Ylig River
Ylig River är ett vattendrag i Guam (USA).   Det ligger i kommunen Yona, i den sydvästra delen av Guam, 10 km söder om huvudstaden Hagåtña. Tarzan River och Manengon River är biflöden till Ylig River och utflödet i havet sker i Ylig Bay.